# 冷煙火
冷烟火，煙花之一種，採用燃點較低的金屬粉末，經過一定比例加工而成，較傳統的煙花煙霧小、焰溫低，氣味輕，於燃放時會產生光、火。危險性低，不會爆炸、產生灼熱之殘渣，具觀賞效果。燃點在60℃－80℃，外部溫度30℃－50℃。